# 艾斯卡爾峰

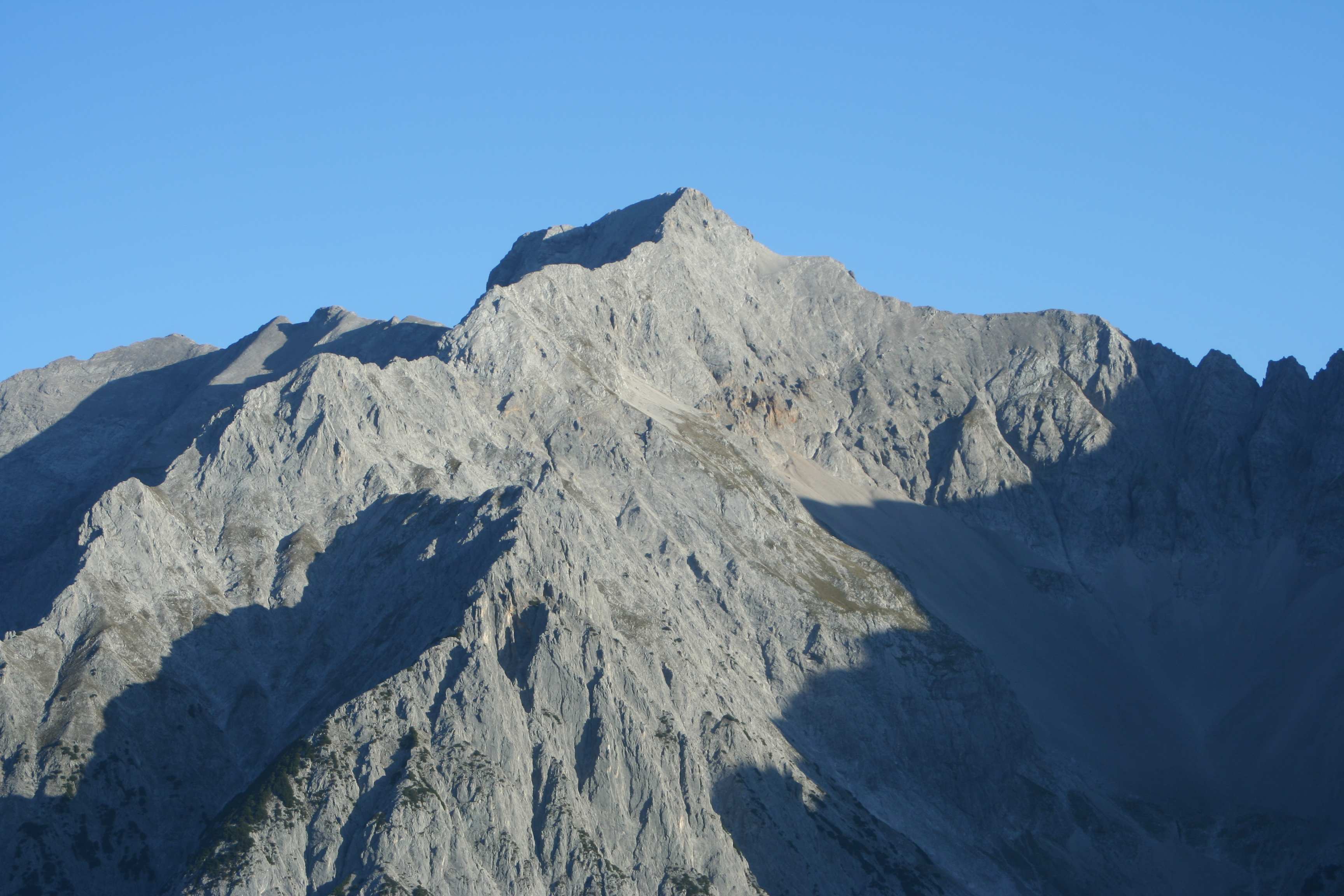

47°22′36″N 11°33′31″E / 47.376736°N 11.558715°E
艾斯卡爾峰（德語：Eiskarlspitze），是奧地利的山峰，位於該國西部，由蒂羅爾州負責管轄，屬於卡爾文德爾山脈的一部分，海拔高度2,610米，每年平均降雨量1,806毫米。